# Isaiah George
Isaiah George, född 15 februari 2004, är en kanadensisk professionell ishockeyback som är kontrakterad till New York Islanders i National Hockey League (NHL) och spelar för Bridgeport Islanders i American Hockey League (AHL).
Han har tidigare spelat för London Knights i Ontario Hockey League (OHL).
George draftades av New York Islanders i fjärde rundan i 2022 års draft som 98:e spelare totalt.

## Statistik
| Källa: Utv = Utvisningsminuter Uppdaterad: 2024-11-06 | Källa: Utv = Utvisningsminuter Uppdaterad: 2024-11-06 | Källa: Utv = Utvisningsminuter Uppdaterad: 2024-11-06 |                                           | Grundserie                                | Grundserie                                | Grundserie                                | Grundserie                                | Grundserie                                |                                           | Slutspel                                  | Slutspel                                  | Slutspel                                  | Slutspel                                  | Slutspel                                  |                                           |
| Säsong                                                | Lag                                                   | Liga                                                  | Matcher                                   | Mål                                       | Assist                                    | Poäng                                     | Utv                                       | Matcher                                   | Mål                                       | Assist                                    | Poäng                                     | Utv                                       |                                           |                                           |                                           |
| ----------------------------------------------------- | ----------------------------------------------------- | ----------------------------------------------------- | ----------------------------------------- | ----------------------------------------- | ----------------------------------------- | ----------------------------------------- | ----------------------------------------- | ----------------------------------------- | ----------------------------------------- | ----------------------------------------- | ----------------------------------------- | ----------------------------------------- | ----------------------------------------- | ----------------------------------------- | ----------------------------------------- |
| 2019–2020                                             | Toronto Marlboros                                     | GTHL                                                  | 29                                        | 5                                         | 6                                         | 11                                        | 6                                         | 7                                         | 1                                         | 0                                         | 1                                         | 2                                         |                                           |                                           |                                           |
|                                                       | Oakville Blades                                       | OJHL                                                  | 1                                         | 0                                         | 0                                         | 0                                         | 0                                         | 1                                         | 0                                         | 0                                         | 0                                         | 0                                         |                                           |                                           |                                           |
| 2020–2021                                             | London Knights                                        | OHL                                                   | Spelade ej på grund av covid-19-pandemin. | Spelade ej på grund av covid-19-pandemin. | Spelade ej på grund av covid-19-pandemin. | Spelade ej på grund av covid-19-pandemin. | Spelade ej på grund av covid-19-pandemin. | Spelade ej på grund av covid-19-pandemin. | Spelade ej på grund av covid-19-pandemin. | Spelade ej på grund av covid-19-pandemin. | Spelade ej på grund av covid-19-pandemin. | Spelade ej på grund av covid-19-pandemin. | Spelade ej på grund av covid-19-pandemin. | Spelade ej på grund av covid-19-pandemin. | Spelade ej på grund av covid-19-pandemin. |
| 2021–2022                                             | London Knights                                        | OHL                                                   | 67                                        | 6                                         | 17                                        | 23                                        | 32                                        | —                                         | —                                         | —                                         | —                                         | —                                         |                                           |                                           |                                           |
| 2022–2023                                             | London Knights                                        | OHL                                                   | 54                                        | 7                                         | 15                                        | 22                                        | 14                                        | 20                                        | 0                                         | 3                                         | 3                                         | 10                                        |                                           |                                           |                                           |
| 2023–2024                                             | London Knights                                        | OHL                                                   | 68                                        | 6                                         | 24                                        | 30                                        | 54                                        | 18                                        | 4                                         | 8                                         | 12                                        | 4                                         |                                           |                                           |                                           |
| 2024–2025                                             | New York Islanders                                    | NHL                                                   | 1                                         | 0                                         | 0                                         | 0                                         | 0                                         | —                                         | —                                         | —                                         | —                                         | —                                         |                                           |                                           |                                           |
|                                                       | Bridgeport Islanders                                  | AHL                                                   | 4                                         | 1                                         | 1                                         | 2                                         | 0                                         | —                                         | —                                         | —                                         | —                                         | —                                         |                                           |                                           |                                           |
| NHL totalt                                            | NHL totalt                                            | NHL totalt                                            | 1                                         | 0                                         | 0                                         | 0                                         | 0                                         | —                                         | —                                         | —                                         | —                                         | —                                         |                                           |                                           |                                           |
| OHL totalt                                            | OHL totalt                                            | OHL totalt                                            | 189                                       | 19                                        | 56                                        | 75                                        | 100                                       | 38                                        | 4                                         | 11                                        | 15                                        | 14                                        |                                           |                                           |                                           |